# Kuuhimojärvi
Kuuhimojärvi är en sjö i Finland. Den ligger i kommunen Parkano i landskapet Birkaland, i den sydvästra delen av landet, 230 km nordväst om huvudstaden Helsingfors. Kuuhimojärvi ligger 151 meter över havet. Arean är 34,3 hektar och strandlinjen är 3,28 kilometer lång. Sjön  ingår i Kumo älvs huvudavrinningsområde.   I omgivningarna runt Kuuhimojärvi växer i huvudsak blandskog.
Följande samhällen ligger vid Kuuhimojärvi:
- Parkano (7 213 invånare)